# Nordica
Nordica — производитель и бренд лыж и лыжной экипировки, расположен в Тревизо, Италия. До 2003 года принадлежал Benetton, потом был приобретен Tecnica Group. Бренд представлен в рейтинге FIS, составляемом по результатам спортсменов на Кубке мира, поддерживаемых производителями.